# Casa da Mulher na exposição da Deutscher Werkbund

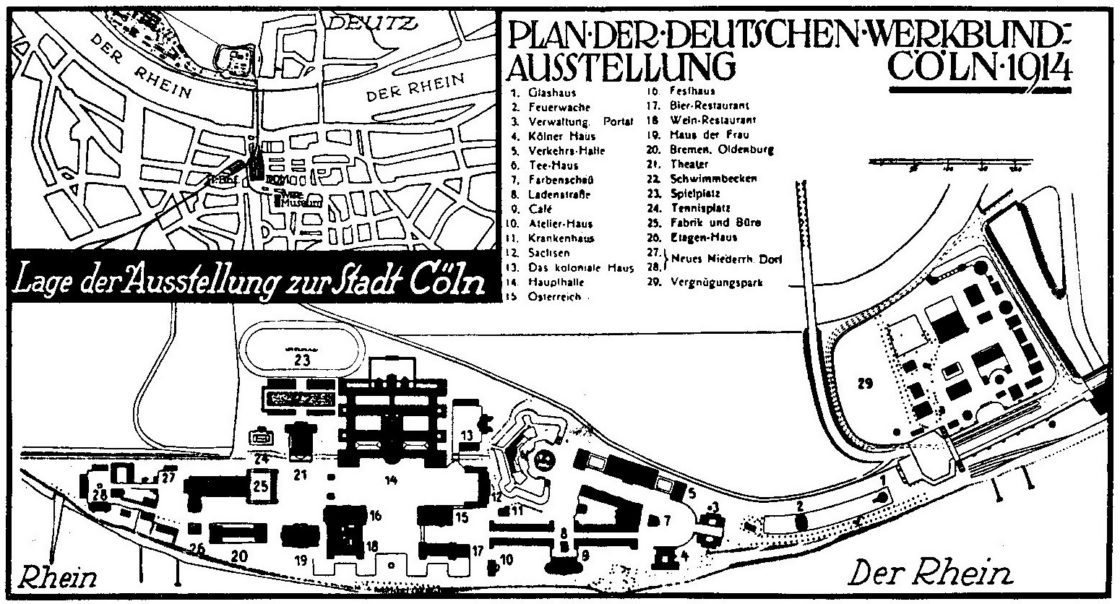
Plano geral da exposição do Deutscher Werkbund em Colônia, 1914, de Carl Rehorst. A Casa da Mulher é a de número 20.

A Casa da Mulher, ou Haus Der Frau em alemão, foi um pavilhão desenhado pela arquiteta Margarete Kniippelholz-Roeser para a Exposição da Associação Deutscher Werkbund de 1914, em Colônia na Alemanha. O pavilhão foi dedicado a exposição de produções das artes aplicadas realizadas por mulheres que faziam parte da associação alemã, que reunia artistas, industriais, arquitetos e designers dedicados a melhorar a qualidade estética da vida cotidiana da população alemã.
O pavilhão consistia de uma estrutura baixa, tripartite e uma larga extensão horizontal. Sua fachada impressionava pela ausência de janelas nas suas asas. A entrada do espaço era composta de dois grandes portais enquadrados por azulejos em cerâmica azul desenhados pelas artistas Johanna Biehler e Minnie Goossens - notadamente a única ornamentação presente na construção. Nos fundos, um grande jardim dava vistas para o Rio Reno. Aparte do revestimento ao redor dos portais, o edifício não contava com qualquer tipo de ornamento. Suas linhas eram retas, desprovidas de elementos curvilíneos. 
No interior, as diversas salas apresentavam o trabalho de mulheres designers, entre elas a designer modernista alemã Lilly Reich, que colaborou no desenho do interior da Casa da Mulher. Em 1920 ela viria a se tornar a primeira mulher membro do Conselho de Administração da Associação. 
A Casa da Mulher exerceu um papel preponderante na visibilidade da atuação das mulheres no campo do design, em um período em que o campo, pensado a partir de uma perspectiva moderna e industrial, ainda se encontrava em plena formação. Segundo a pesquisadora Despina Stratigakos, no artigo Mulheres e a Werkbund: Políticas de gênero e a Reforma do Design Alemão, as histórias do design escritas até hoje "dão a impressão de que a Casa da Mulher, notadamente o edifício mais moderno da exposição, nunca existiu." Com a eclosão da Segunda Guerra Mundial, a exposição teve de ser rapidamente desmontada e a maioria dos edifícios que abrigou a mostra foram destruídos.